# Neivamyrmex micans
Neivamyrmex micans é uma espécie de formiga do gênero Neivamyrmex.